# Jadranka Barjaktarović
Jadranka Barjaktarović (in serbo Јадранка Барјактаровић?; Berane, 11 novembre 1981) è una cantante montenegrina.

## Biografia
Nel 2005 Jadranka ha fatto il suo debutto nel panorama musicale prendendo parte alla seconda edizione del talent show serbo Zvezde Granda, in cui si è classificata terza. Nel 2007 ha vinto il primo premio al Festival di Cetinje in Montenegro con la canzone Tvoja noć i moja zora.
Il suo album di debutto, Krv sam tvoja, è stato pubblicato nel 2009 su etichetta discografica Grand Production. Dall'album è stato estratto Laka, singolo che ha goduto di un grande successo in Serbia e Montenegro.
Il 2015 ha visto la partecipazione di Jadranka al Pink Music Festival con la canzone Očajna, classificandosi quarta su 25 partecipanti.

## Discografia

### Album in studio
- 2009 – Krv sam tvoja

### Singoli
- 2017 – Luzeru
- 2018 – Pile moje
- 2018 – Urgentni centar